# Peći (Republika Serbska)
Peći (cyr. Пећи) – wieś w Bośni i Hercegowinie, w Republice Serbskiej, w gminie Srebrenica. W 2013 roku liczyła 49 mieszkańców.